# Boet (filòsof platònic)
Boet (en llatí Boethus, en grec Βοηθός) va ser un filòsof platònic i gramàtic grec que va viure al segle iv aC.
Va escriure un Lexicó sobre les paraules emprades per Plató (συναγωγὴ λέξεων Πλατωνικῶν), que va dedicar a un Melanci. Foci diu que l'obra era millor que la similar feta per Timeu. Una segona obra sobre les paraules ambigües de Plató la va dedicar a Atenàgores de Cumes. Podria ser el mateix Boet que va escriure una exegesi sobre la Phaenoma d'Àrat de Soli, i el Boet contra el que Porfiri va escriure la seva obra περὶ ψυχῆς.